# 앙드레프랑크 잠보 앙기사
앙드레프랑크 잠보 앙기사(프랑스어: André-Frank Zambo Anguissa, 1995년 11월 16일 ~ )는 카메룬의 축구 선수로, 포지션은 중앙 미드필더이다. 현재 세리에 A의 SSC 나폴리와 카메룬 국가대표팀에서 활동하고 있다.

## 구단 경력

### 마르세유
잠보 앙기사는 2015년 스타드 드 랭스에서 마르세유에 입단하였고, 2015년 9월 17일, FC 흐로닝언과의 UEFA 유로파리그 경기에서 리그 1 데뷔 전을 치렀고, 3일 후 리옹과의 경기에서 리그 1 데뷔 전을 치렀다.
2018년 5월 16일, 마르세유는 프랑스 리옹의 데신샤르피외에 있는 파르크 올랭피크 리요네에서 열린 아틀레티코 마드리드와의 2018 UEFA 유로파리그 결승전에 출전했다.

### 풀럼
2018년 8월, 마르세유에서 풀럼으로 이적하였고 2019년 7월, 풀럼의 프리미어리그 강등에 따라 비야레알로 임대되었고, 8월 17일 그라나다와의 안방 경기에서 90분 풀타임을 소화하며 비야레알 데뷔 전을 치렀다.
2021년 8월 31일, 앙기사는 챔피언십 클럽과 3년 계약을 체결하고 2021-22년 시즌을 위해 나폴리로 임대를 떠났다.

### 니폴리
2022년 5월 26일, 나폴리는 풀럼으로부터 앙기사의 권리를 매입했다. 9월 7일 리버풀과의 경기에서 4-1로 이긴 경기에서 챔피언스리그 첫 골을 기록했다. 10월 1일 토리노와의 경기에서 2골을 넣으며 세리에 A 첫 골을 기록했다. 시즌이 끝난 후 잠보 앙기사와 나폴리는 33년 만에 처음으로 세리에 A 우승을 차지했다.

## 국가대표팀 경력
2017년 3월 24일, 튀니지와의 친선 경기에서 카메룬 국가대표팀 데뷔 전을 치렀고 팀은 1-0 승리를 기록했다.
그는 2017년 러시아에서 열리는 FIFA 컨페더레이션스컵에서 카메룬 국가대표팀에 합류할 예정이다. 호주와의 경기에서 국가대표팀 첫 골을 기록했던 대회이지만 아쉽게도 카메룬은 독일 (1위), 칠레 (2위), 호주 (3위)에 밀려 조 최하위 (4위)에 그치게 된다.
2019년 6월, 이집트에서 개최된 2019년 아프리카 네이션스컵에서 카메룬과 첫 대륙 대회를 치렀는데 나이지리아에 2-3 패배를 당하며 16강에서 탈락하게 되었습니다.
카메룬 국가대표팀과 함께한 지금까지 그의 최고의 모험은 2022년 1월, 카메룬의 홈에서 열린 2021년 아프리카 네이션스컵이다. 그는 7경기 중 6경기를 뛰었는데, 선수단 비율 때문에 부르키나 파소를 상대로 3위를 차지한 대회 마지막 경기에 출전하지 못했다. 국가대표팀은 극적인 3골 만회 후 3위로 경기를 마쳤고, 페널티킥으로 상대를 3-5로 이겼다.
2022년 연말, 앙기사는 카타르에서 열리는 2022년 FIFA 월드컵에 참가하기 위해 그의 새로운 감독인 리고베르 송에 의해 소집되었다. 그는 조별 리그 세 경기를 모두 치렀다. 그는 카메룬이 브라질을 상대로 역사적인 1대 0 승리를 거두는 세 번째 경기를 끝내면서 그의 팀이 영광스러운 모험을 할 수 있도록 도왔다.